# 다리오 콩카
다리오 레오나르도 콩카(스페인어: Darío Leonardo Conca, 1983년 5월 11일 ~ )는 아르헨티나의 은퇴한 축구 선수로, 공격형 미드필더로 활약했다.

## 선수 경력
2000년 콩카는 리버 플레이트에 입단하였으며 2002년 1군 팀으로 올라와 마누엘 페예그리니 감독의 지휘 아래 2003년 11월 23일 데뷔 경기를 치렀다. 2007년 바스쿠 다 가마에 임대되어 인상적인 활약을 펼친 후 플루미넨시로부터 영입 제의를 받아 플루미넨시로 임대 이적하였다.
플루미넨시에서의 1년 동안 티아구 시우바, 와싱통 등과 호흡을 맞추며 좋은 활약을 펼치자 플루미넨세는 콩카를 완전 영입하기에 이른다. 플루미넨시에서 뛰는 동안 헤지 글로부에서 선정한 브라질 최우수 선수에 이름을 올렸고 남아메리카 올해의 축구 선수 15명 중 한 명에 선정되는 등 최고의 활약을 펼쳤다. 2010년 팀을 세리에 A에서 우승시킨 후엔 리그 최우수 선수에 선정되었다.
2011년 7월 2일 콩카는 당시 아시아 역대 최고 이적료에 세계 축구 선수 중 3번째로 많은 연봉을 받는 계약을 체결하며 중국 슈퍼리그 광저우 헝다로 이적하여 세계 축구계에 충격을 안겨주었다. 데뷔 경기에서 득점포를 가동한 것을 시작으로 15경기에서 9골을 기록하며 팀의 리그 우승에 기여하였다.
2012년 중국 슈퍼리그에서 24경기 10골 12도움을 기록하였고, FA컵에서는 2경기 1골을 기록하였고, AFC 챔피언스리그에서는 9경기 6골 3도움을 기록하였다.
2013년 중국 슈퍼리그에서 23경기 11골 8도움을 기록하였고, AFC 챔피언스리그에서는 12경기 8골 4도움을 기록하였다.
콩카는 광저우 헝다에서 중국 슈퍼리그 3연패, AFC 챔피언스리그 우승, FA컵 우승으로 총 6개의 우승컵을 안기고 플루미넨시로 이적하였다.

## 논란
- 콩카는 2012년 AFC 챔피언스리그 전북 현대 모터스와의 홈 경기때 승점 차이가 크지 않은 상황에서 자신을 중간에 교체시킨 당시 광저우 헝다의 감독이였던 이장수를 향해 불만을 뿜어내면서 물병을 발로 찬 사건으로 논란을 일으키기도 하였고, 이에 광저우 헝다는 콩카에게 100만 달러의 벌금과 9경기 출전 금지(2군 경기, ACL)를 당하기도 하였다.